# 13-та гвардійська стрілецька дивізія (СРСР)
13-та Гвардійська Полтавська ордена Леніна, двічі Червонопрапорна, орденів Суворова і Кутузова стрілецька дивізія — стрілецька дивізія, загальновійськове з'єднання РСЧА в часи Німецько-радянської війни.

## Історія з'єднання
Дивізія сформована в листопаді 1941 року в Курській області на базі частин 3-го повітряно-десантного корпусу як 87-ма стрілецька дивізія (II формування).
У складі військ Південно-Західного, Сталінградського, Донського, Воронезького, 2-го і 1-го Українських фронтів брала участь у боях на воронезькому, харківському, валуйсько-росошанському напрямках, у великому закруті Дону, Сталінградській і Курській битвах, звільненні України, Лівівсько-Сандомирській, Вісло-Одерській, Нижньо-сілезькій, Верхньо-сілезькій, Берлінській і Празькій наступальних операціях.
За бойові заслуги 19 січня 1942 року 87-ма стрілецька дивізія була перейменована у 13-ту гвардійську стрілецьку дивізію.
У березні 1942 року за успішні бойові дії під Курськом 13-та гвардійська дивізія була нагороджена орденом Леніна, а її командиру Олександру Іллічу Родимцеву було присвоєно військове звання генерал-майор.
Після поразки радянських військ під Харковом дивізія була відведена для переформування на лівий берег Волги. У вересні 1942 року дивізія увійшла до складу 62-ї армії і отримала завдання переправитися через Волгу в Сталінград, вибити противника з прибережної смуги, зайняти і міцно обороняти центральну частину міста. В ніч з 14 на 15 вересня передовий загін 42-го гвардійського полку переправившись через Волгу з ходу вступив в бій і 15 вересня захопив вокзал, давши цим можливість переправитися в місто всієї дивізії.
16 вересня 39-й гвардійський полк 13 дивізії і зведений 416-й стрілецький полк 112-ї дивізії штурмували і після запеклого бою захопили вершину Мамаєва кургану. 21—23 вересня в запеклих боях 13-та гвардійська дивізія при підтримці фронтовий артилерії витримала самий потужний натиск противника і не допустила його виходу до Волги в центральній частині міста та оволодіння Мамаєвим курганом. У жовтні — листопаді дивізія, притиснута до Волги, займала оборону від вулиці Київської (тепер вул. Ю. Гагаріна) до східного схилу Мамаєва кургану. Бійці дивізії створили міцну оборону, перетворивши окремі будівлі в опорні пункти. За період боїв у Сталінграді воїни дивізії знищили понад 15 тисяч солдатів і офіцерів противника, підбили понад 100 танків, кілька тисяч німців було взято в полон. Активними діями, наполегливим опором дивізія сковувала значні сили противника, зупинила його на підступах до Волги, чим сприяла виконанню загального завдання 62-ї армії з оборони міста.
За оборону Сталінграда 13-та гвардійська дивізія була нагороджена орденом Червоного Прапора. Після Сталінградської битви, у травні 1943 року дивізія увійшла до складу 32-го гвардійського стрілецького корпусу.
З'єднання відзначилося в боях за визволення Полтави: 32-му гвардійському стрілецькому корпусу, до якого входила і 13-та гвардійська стрілецька дивізія, було поставлене завдання наступати в напрямку Решетилівка, Власівка, обійти Полтаву з північного сходу і відрізати шляхи відходу противнику до Дніпра. В передовий загін корпусу входили 39-й гвардійський стрілецький полк, 57-й танковий полк, 301-й винищувально-протитанковий і 1902-й самохідно-артилерійський полки. Очолював загін заступник командира 13-ї дивізії полковник П. В. Гаєв. Виконуючи це завдання захопити переправи через Ворсклу, передовий загін Гаєва вже до вечора 21 вересня 1943 року вийшов до Ворскли, форсував її в районі Кротенків, захопив плацдарм і зав'язав бій з частинами противника, що оборонялися на західному березі. Першими слідом за передовим загоном Гаєва на правий берег річки переправилися підрозділи 13-ї гвардійської стрілецької дивізії. Противник був приголомшений настільки стрімкою атакою і почав відходити. До кінця дня частини дивізії вийшли на рубіж Решетилівка — Жуки, створивши загрозу правому флангу і тилу угруповання ворога і, тим самим, сприятливі умови для штурму Полтави з'єднанням 33-го гвардійського стрілецького корпусу.
В ознаменування звільнення Полтави наказом Верховного головнокомандувача від 23 вересня 1943 року № 22 13-та гвардійська стрілецька дивізія удостоєна почесного найменування «Полтавська».
За бойові заслуги дивізія в подальшому була нагороджена ще одним орденом Червоного Прапора, орденами Суворова і Кутузова. Близько 20 тисяч її воїнів нагороджені орденами і медалями, дев'ятнадцятьом присвоєно звання Героя Радянського Союзу, а її командир Олександр Ілліч Родимцев удостоєний звання двічі Героя Радянського Союзу.

## Бойовий склад
- 34-й гвардійський стрілецький полк,
- 39-й гвардійський стрілецький полк,
- 42-й гвардійський стрілецький полк,
- 32-й гвардійський артилерійський полк,
- 4-й гвардійський окремий винищувальний протитанковий дивізіон,
- 10-та гвардійська зенітна артилерійська батарея (14 окремий зенітний артилерійський дивізіон, до 05.02.1943),
- 24-й гвардійський мінометний дивізіон (до 20.11.1942),
- 14-та (49-та) гвардійська розвідувальна рота,
- 8-й гвардійський саперний батальйон,
- 139-й (9-й, 18-й) гвардійський окремий батальйон зв'язку,
- 136-й (15-й) медико-санітарний батальйон,
- 12-та гвардійська окрема рота хімзахисту,
- 338-ма (11-та) автотранспортна рота,
- 196-та (17-та) польова хлібопекарня,
- 439-й (2-й) дивізійний ветеринарний лазарет,
- 907-ма польова поштова станція,
- 403-тя польова каса Держбанку.

## Командири
Дивізією командували:
- гвардії полковник, з травня 1942 року генерал-майор Родимцев Олександр Ілліч (19.01.1942 — 21.05.1943),
- гвардії підполковник Самчук Іван Оникійович (22.05.1943 — 29.05.1943),
- гвардії генерал-майор Бакланов Гліб Володимирович (30.05.1943 — 15.12.1943),
- гвардії полковник Лаптадзе Ілля Йосипович (16.12.1943 — 11.01.1944),
- гвардії генерал-майор Бакланов Гліб Володимирович (16.02.1944 — 29.10.1944),
- гвардії полковник Комаров Володимир Миколайович (30.10.1944 — 11.05.1945).

Начальник штабу дивізії:
- полковник Бельський Тихін Володимирович (серпень 1942 — грудень 1945)

## Герої дивізії
- Агеєв Іван Олексійович — гвардії підполковник, командир 32-го гвардійського артилерійського полку.
- Бондарєв Матвій Арсентійович — гвардії капітан, заступник командира дивізіону 32-го гвардійського артилерійського полку.
- Брик Григорій Євдокимович — гвардії капітан, командир мінометної роти 42-го гвардійського стрілецького полку.
- Биков Єгор Іванович — гвардії єфрейтор, навідник кулемета 39-го гвардійського стрілецького полку.
- Биков Іван Михайлович — гвардії старший лейтенант, командир батареї 32-го гвардійського артилерійського полку.
- Грязнов Володимир Михайлович — гвардії лейтенант, командир взводу автоматників 39-го гвардійського стрілецького полку.
- Казаков Петро Іванович — гвардії капітан, командир батальйону 42-го гвардійського стрілецького полку.
- Кисельов Василь Йосипович — гвардії лейтенант, командир вогневого взводу 34-го гвардійського стрілецького полку.
- Комаров Володимир Миколайович — гвардії полковник, командир 13-ї гвардійської стрілецької дивізії.
- Овчинников Максим Михайлович — гвардії молодший сержант, кулеметник 34-го гвардійського стрілецького полку.
- Павлов Яків Федотович — гвардії старший сержант, командир кулеметного відділення 42-го гвардійського стрілецького полку.
- Підкопай Іван Якович — гвардії капітан, командир роти автоматників 39-го гвардійського стрілецького полку.
- Половець Іван Кузьмич — гвардії майор, командир 42-го гвардійського стрілецького полку.
- Славгородський Георгій Васильович — гвардії майор, командир батальйону 34-го гвардійського стрілецького полку.
- Степанов Олександр Миколайович — гвардії сержант, помічник командира взводу 42-го гвардійського стрілецького полку.
- Фролов Микола Никикофорович — гвардії молодший сержант, навідник кулемета 39-го гвардійського стрілецького полку.
- Шаймарданов Закій Шаймарданович — гвардії сержант, навідник гармати 32-го гвардійського артилерійського полку.